# Gliese 205
Gliese 205 (GJ 205 / HIP 25878 / LHS 30) és un estel a la rodalia del sistema solar que s'hi troba a 18,6 anys llum de distància. Situat a la constel·lació d'Orió, és el segon estel més proper en aquesta constel·lació després de G 99-49. Els estels més propers a Gliese 205 són GJ 3323 i G 99-49, a 2,6 i 3,0 anys llum respectivament. De magnitud aparent +7,95, la seva feble lluentor fa que no siga visible a ull nu.
Gliese 205 és una nana roja de tipus espectral M1.5V amb una temperatura superficial de 3.620 K. Amb una massa de 0,63 masses solars, el seu radi és igual al 76% del que té el Sol. Té una lluminositat equivalent al 1,84% de la lluminositat solar. La seva velocitat de rotació projectada és 2,9 km/s, cosa que implica que el seu període de rotació és igual o inferior a 14,1 dies. La seua metal·licitat sembla ser superior a la solar, amb una relació entre els continguts de ferro i hidrogen un 62% major que en el Sol.
Gliese 205 està catalogada com una possible variable BY Draconis, amb una variació en la seva lluentor de 0,16 magnituds.